# Mark Bright
Mark Abraham Bright (Stoke-on-Trent, 6 juni 1962)  is een Engels voormalig voetballer. Bright was een centrumspits die vooral naam heeft gemaakt bij Crystal Palace en daarna bij Sheffield Wednesday in de Premier League. Hij scoorde bijna 100 doelpunten voor Crystal Palace in competitieverband. 

## Clubcarrière

### Port Vale en Leicester City
Bright, een vlot scorende spits in de jaren 80 en 90. Hij verruilde jeugdclub Port Vale voor Leicester City in 1984. Leicester was destijds actief in de Football League First Division, de voorloper van de Premier League. Hij scoorde zes doelpunten voor Leicester uit 42 wedstrijden. Alan Smith (later Arsenal) was een van zijn spitsbroeders. 

### Crystal Palace
In augustus 1986 tekende Bright een contract bij Crystal Palace, waar hij onmisbaar werd. Bright verloor de finale van de FA Cup in 1990 met Crystal Palace. Manchester United was de tegenstander. Bij Crystal Palace speelde hij naast Ian Wright. Het spitsenduo Bright-Wright was lange tijd een van de gevaarlijkste duo's in de hoogste klasse. Wright werd later meermaals clubtopschutter van Arsenal in de Premier League. Bright scoorde minder dan Wright, maar was minstens even belangrijk voor Palace. Hij was met de club actief in de First Division, tot de oprichting van de Premier League de hoogste divisie. Na zijn vertrek zakte Crystal Palace meteen uit de nieuwe Premier League. Bright bracht de supporters van Palace vaak in extase. Na zijn late competitietreffer voor Crystal Palace op Old Trafford in 1989, kon de club 30 jaar lang niet winnen op het veld van Manchester United. De Nederlander Patrick van Aanholt bracht hier op 24 augustus 2019 echter verandering in door in de 94ste minuut de overwinning voor Palace over de streep te halen, onder meer nadat een strafschop van Marcus Rashford tegen het doelhout strandde.

### Sheffield Wednesday
In 1993 verloor hij als speler van Sheffield Wednesday de finale van de FA Cup. Arsenal was de tegenstander. In april 1993 verloor Bright overigens de finale van de League Cup, eveneens tegen Arsenal. Bright mocht in al deze wedstrijden aantreden en loodste Sheffield Wednesday eigenhandig naar de FA Cup-finale van 1993 door in de halve finale de beslissende treffer te scoren tegen stadsrivaal Sheffield United. Bright maakte zich zo onsterfelijk op Hillsborough. In zijn periode bij Sheffield Wednesday was Bright actief in de Premier League, van 1992 tot 1997. Hij scoorde in totaal 48 doelpunten voor Sheffield Wednesday en vormde met David Hirst een van de meest productieve duo's in de hoogste klasse. Ook de Belg Marc Degryse was een ploeggenoot van Bright (1995–1996). Bright werd door Sheffield Wednesday ook even uitgeleend aan Millwall.

### FC Sion
Bright verhuisde naar Zwitserland in 1997, waar hij een half jaar uitkwam voor FC Sion zonder daadwerkelijk te spelen in de Zwitserse competitie, de Super League.

### Charlton Athletic
Bright sloot zijn loopbaan af in 1999 als speler van Charlton Athletic, waarmee hij uitkwam in de Premier League gedurende zijn laatste seizoen als voetballer. 

## Mediacarrière
Na zijn actieve carrière werd Bright voetbalanalist en maakte hij reeds zijn opwachting in verschillende voetbalprogramma's van de BBC.

## Clubstatistieken
| Seizoen | Club                | Competitie         | Competitie | Competitie | Beker | Beker | Overig | Overig | Totaal | Totaal |
| Seizoen | Club                | Competitie         | Wed.       | Dlp.       | Wed.  | Dlp.  | Wed.   | Dlp.   | Wed.   | Dlp.   |
| ------- | ------------------- | ------------------ | ---------- | ---------- | ----- | ----- | ------ | ------ | ------ | ------ |
| 1981/82 | Port Vale           | Fourth Division    | 2          | 0          | —     | —     | —      | —      | 2      | 0      |
| 1982/83 | Port Vale           | Fourth Division    | 1          | 1          | —     | —     | —      | —      | 1      | 1      |
| 1983/84 | Port Vale           | Third Division     | 26         | 9          | 1     | 1     | 4      | 0      | 31     | 10     |
| 1984/85 | Leicester City      | First Division (1) | 16         | 0          | —     | —     | 2      | 0      | 18     | 0      |
| 1985/86 | Leicester City      | First Division (1) | 24         | 6          | 1     | 0     | 2      | 0      | 27     | 6      |
| 1986/87 | Leicester City      | First Division (1) | 2          | 0          | —     | —     | —      | —      | 2      | 0      |
| 1986/87 | Crystal Palace      | Second Division    | 28         | 7          | 2     | 0     | —      | —      | 30     | 7      |
| 1987/88 | Crystal Palace      | Second Division    | 38         | 25         | 1     | 0     | 3      | 1      | 42     | 26     |
| 1988/89 | Crystal Palace      | Second Division    | 46         | 20         | 1     | 0     | 12     | 5      | 59     | 25     |
| 1989/90 | Crystal Palace      | First Division (1) | 36         | 12         | 6     | 3     | 8      | 3      | 50     | 18     |
| 1990/91 | Crystal Palace      | First Division (1) | 32         | 9          | 3     | 0     | 11     | 6      | 46     | 15     |
| 1991/92 | Crystal Palace      | First Division (1) | 42         | 17         | 1     | 0     | 11     | 5      | 54     | 22     |
| 1992/93 | Crystal Palace      | Premier League     | 5          | 1          | —     | —     | —      | —      | 5      | 1      |
| 1992/93 | Sheffield Wednesday | Premier League     | 30         | 11         | 7     | 3     | 7      | 6      | 44     | 20     |
| 1993/94 | Sheffield Wednesday | Premier League     | 40         | 19         | 3     | 2     | 7      | 2      | 50     | 23     |
| 1994/95 | Sheffield Wednesday | Premier League     | 37         | 11         | 3     | 2     | 3      | 0      | 43     | 13     |
| 1995/96 | Sheffield Wednesday | Premier League     | 25         | 7          | —     | —     | 7      | 7      | 32     | 14     |
| 1996/97 | Sheffield Wednesday | Premier League     | 1          | 0          | —     | —     | —      | —      | 1      | 0      |
| 1996/97 | → Millwall          | Second Division    | 3          | 1          | —     | —     | 1      | 0      | 4      | 1      |
| 1996/97 | Charlton Athletic   | First Division (2) | 6          | 2          | —     | —     | —      | —      | 6      | 2      |
| 1997/98 | Charlton Athletic   | First Division (2) | 16         | 7          | 3     | 0     | 5      | 0      | 24     | 7      |
| 1998/99 | Charlton Athletic   | Premier League     | 5          | 1          | 1     | 0     | 1      | 0      | 7      | 1      |
| Totaal  | Totaal              | Totaal             | 461        | 166        | 33    | 11    | 84     | 35     | 529    | 212    |

- (1): ... – 1992 → First Division was de hoogste Engelse voetbaldivisie voor de oprichting van de Premier League
- (2): 1992 – 2004 → First Division was de tweede hoogste Engelse voetbaldivisie na de oprichting van de Premier League en tot de oprichting van het Championship